# القرارة (عبس)

تعديل مصدري - تعديل

القرارة هي إحدى قرى عزلة عبس بمديرية مدينة حجة التابعة لمحافظة حجة، بلغ تعداد سكانها 594 نسمة حسب تعداد اليمن لعام 2004.